# Уминьска, Евгения
Евгения Уминьска (пол. Eugenia Umińska; 4 октября 1910, Варшава — 20 ноября 1980, Краков) — польская скрипачка.
Игре на скрипке обучалась с 5-летнего возраста у Г. Яблоньской и М. Михаловича. Училась в Варшавской консерватории у Юзефа Яжембского, затем в Пражской консерватории у Отакара Шевчика и наконец в Париже у Джордже Энеску. В начале 30-х гг. играла в оркестре, затем была солисткой Польского радио и филармонии, возглавляла струнный квартет в Варшаве. С 1927 г. широко гастролировала по Европе, известна как пропагандист творчества Кароля Шимановского (в некоторых случаях аккомпанировавшего ей). Также в конце 30-х и в конце 40-х гг. выступала в городах Советского Союза. Во время Второй мировой войны находилась в оккупированной Варшаве, участвовала в подпольных концертах, в том числе как первая скрипка квартета (в котором играли также Казимеж Вилкомирский и расстрелянные позднее Роман Падлевский и Генрик Тжонек). В послевоенное время продолжала выступать; особое признание получили выступления Уминьской дуэтом с другой значительной скрипачкой, Иреной Дубиской. Для этого дуэта написана, в частности, Сюита для двух скрипок Михала Списака, предназначившего также для Уминьской свою Сонату для скрипки и фортепиано.
С 1945 г. профессор Краковской консерватории, в 1964—1966 гг. её ректор. У неё обучались К. Данчовская, В. Квасьны, некоторое время обучалась В. Вилкомирская.
Из записей Уминьской значима первая запись «Мифов» Шимановского (1938, с пианистом Зыгмунтом Дыгатом) и его же Первого концерта (1948, дирижёр Гжегож Фительберг), для которого, как отмечает современный критик, «строгость её тона и экспрессии, наряду с фительберговским поразительно вдохновенным ощущением рисунка и краски, совершенно необходима».
В 2005 г. в Познани прошёл первый Всепольский конкурс молодых скрипачей имени Евгении Уминьской.